# Kirchenzentrum Bruder Klaus (Roggwil)

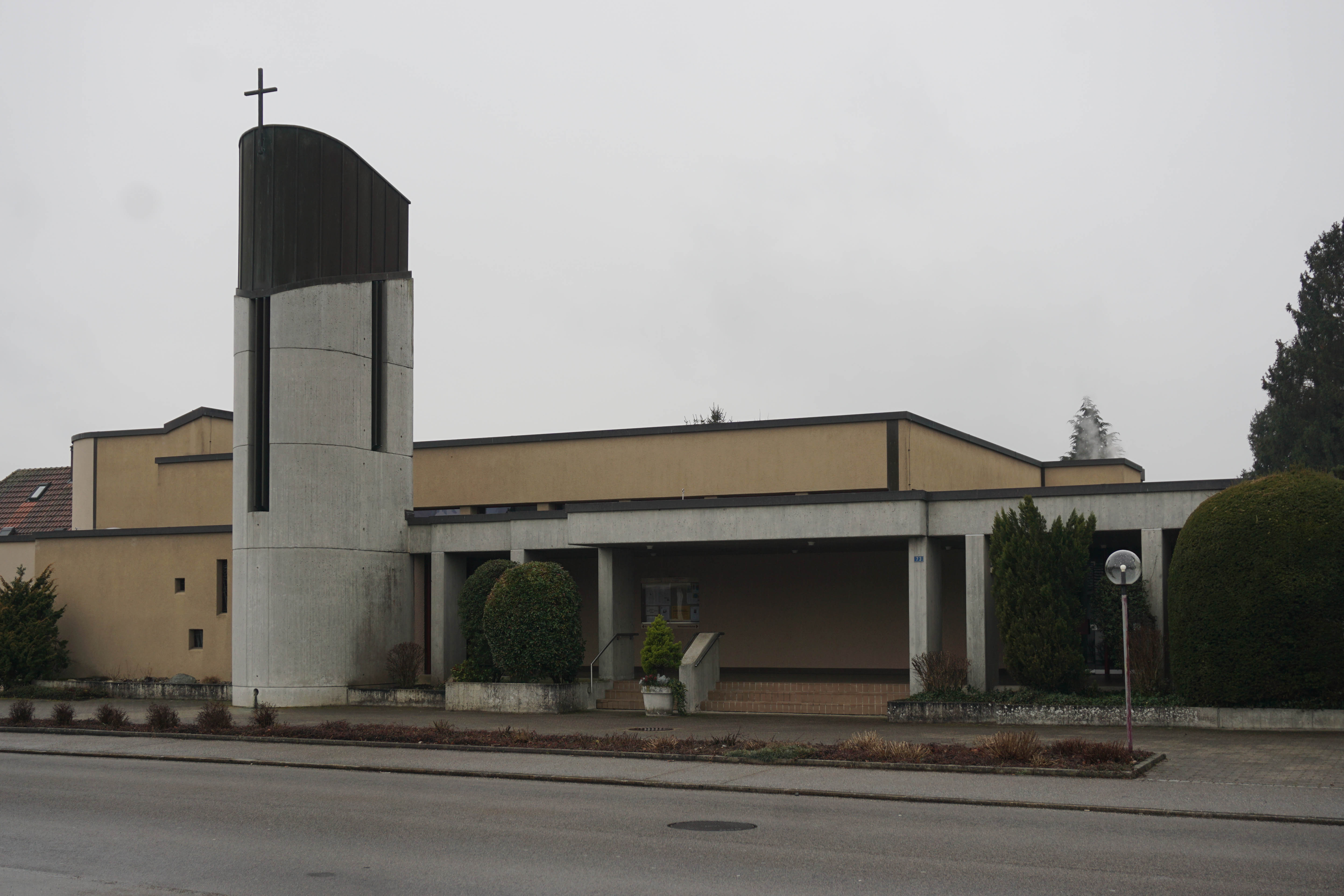
Bruder Klaus Roggwil Eingangspartie

Das Kirchenzentrum Bruder Klaus ist die römisch-katholische Pfarrkirche von Roggwil im Kanton Bern in der Schweiz. Sie wurde 1973 an der Bahnhofstrasse 73 als Filialkirche der Mutterpfarrkirche Maria Königin in Langenthal im bernischen Oberaargau erbaut.

## Geschichte und Pfarreistruktur
Durch die Aufbruchstimmung nach dem Zweiten Vatikanischen Konzil und die wachsende Zahl von Katholiken entstand in der Pfarrei Langenthal der Wunsch nach einer Kirche in Roggwil. Treibende Kraft war 1971 der damalige Pfarrer Alois Lingg (1926–2016), der zusammen mit dem Architekten Josef Negri ihr Konzept zum Bau eines kirchlichen Zentrums bei den Behörden des Bistums in Solothurn vorstellte. Die Idee des offenen und ökumenisch brauchbaren Zentrums fand dort Zustimmung und so konnte nach einer Botschaft an die römisch-katholische Kirchgemeinde Langenthal die Ausführung beschlossen werden. Nach zweijähriger Bauzeit weihte Bischof Anton Hänggi das neue kirchliche Zentrum für Roggwil, Wynau und Melchnau ein.
Der Grosse Rat des Kantons Bern hatte auf 1. Januar 1939 die römisch-katholische Kirche im ganzen Kantonsgebiet staatlich anerkannt, danach wurde im Mai 1939 die römisch-katholische Kirchgemeinde Langenthal gegründet. Die Kirchgemeinde wurde in die vier kirchenrechtlich selbständigen Seelsorgebezirke Langenthal, Huttwil, Herzogenbuchsee und Wangen an der Aare eingeteilt.
Seit dem 16. November 2016 ist Roggwil mit der Mutterpfarrei Langenthal Teil des von Bischof Felix Gmür errichteten Pastoralraums Oberaargau, zu dem auch die Pfarreien, Huttwil und Wangen gehören.

## Kirche

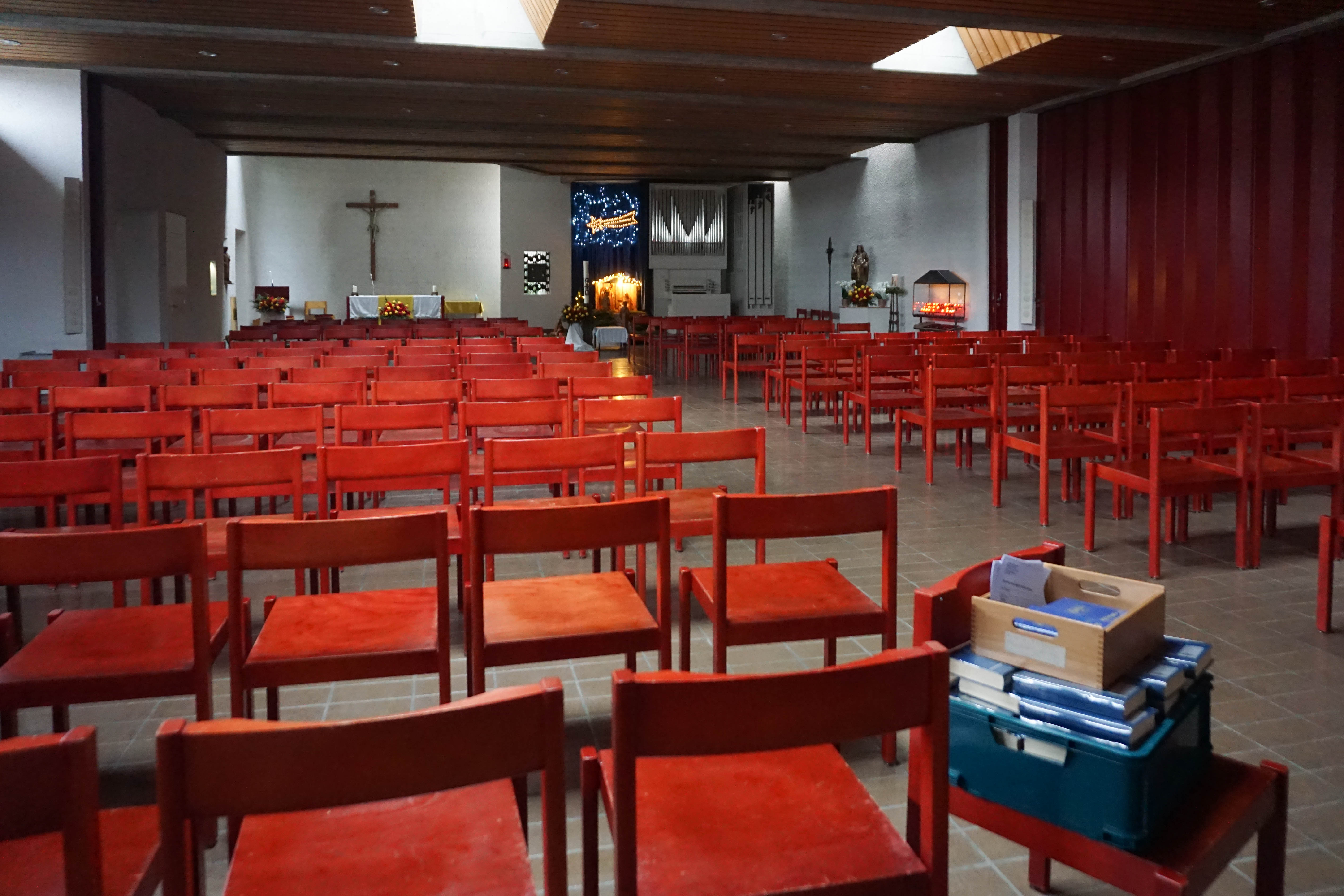
Bruder Klaus Roggwil, Innenraum

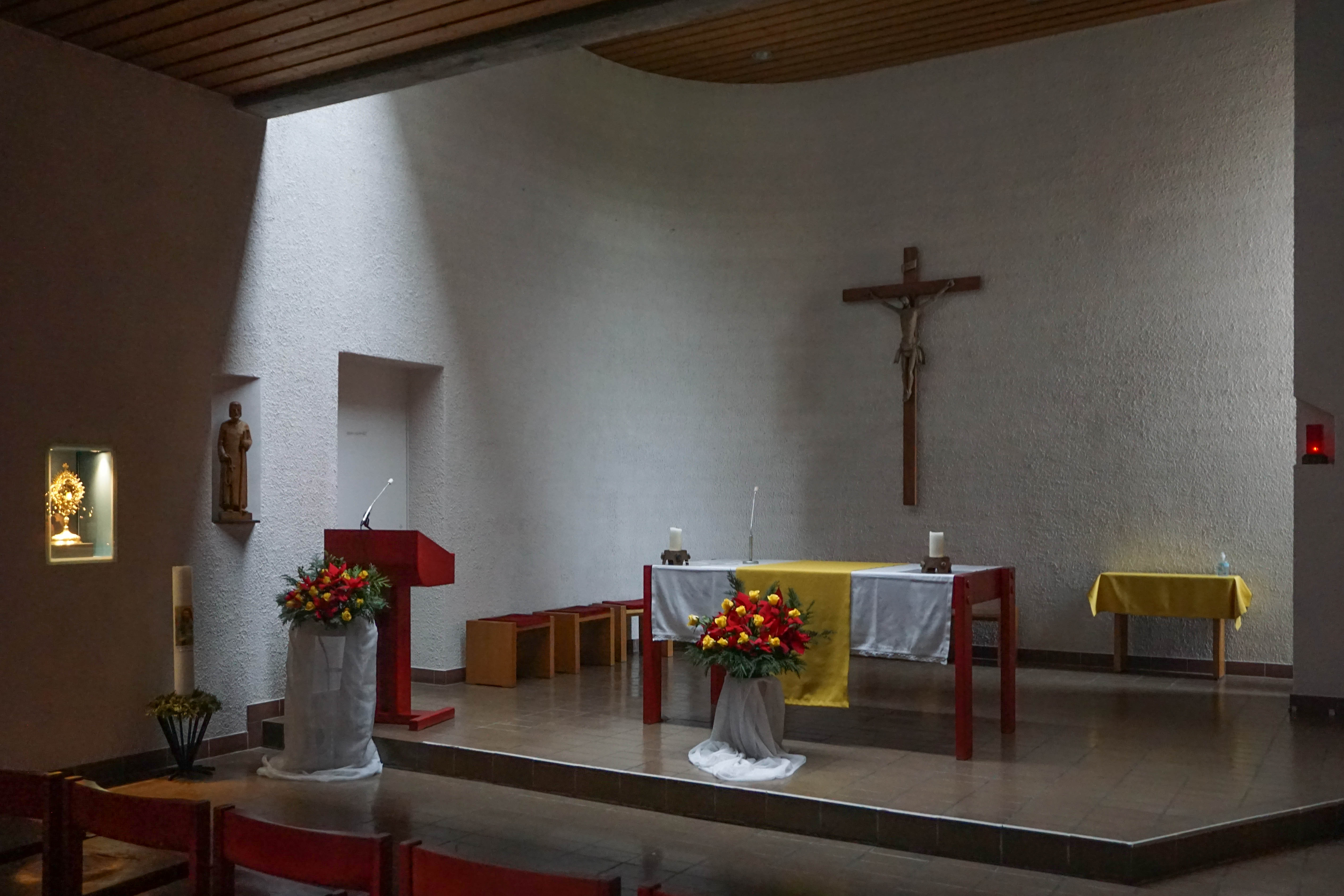
Bruder Klaus Roggwil, Chorraum

### Baubeschreibung
Das eingeschossige Gebäude wurde 1973 von Architekt Josef Negri aus Langenthal als kirchliches Zentrum geplant, welches nicht nur den Katholiken von Roggwil, Wynau und Melchnau für verschiedene Veranstaltungen zur Verfügung steht. Neben dem Sakralraum bestehen im Parterre drei unterschiedlich grosse Räume, wobei der Kirchenraum durch Öffnen einer Schiebewand zum grossen Saal vergrössert werden kann. Dieser Saal kann separat für Vorträge, Konzerte, Theateraufführungen und als Versammlungslokal verwendet werden. Im Untergeschoss befinden sich ausserdem mehrere Gruppenräume. Mit zwei unabhängigen Eingängen werden die Kapelle und die profanen Räume mit Garderoberäumen, Halle, Teeküche, Empfangszimmer und Toiletten abgetrennt. Aus dem Eingangsbereich sind die Mehrzweckräume im Untergeschoss sowie der Unterrichtsraum neben dem Saal im Erdgeschoss erreichbar. Das Untergeschoss ist von aussen durch einen separaten Eingang erschlossen, was eine unabhängige Nutzung ermöglicht. 

### Kirchturm und Glocken
Der kleine halbrunde Glockenturm betont von aussen das Zentrum als Kirchengebäude. Die drei Glocken im Turm tragen die Inschriften: 
Nr.1: «Friede ist Allweg in Gott. – Bruder Klaus»
Nr.2: «Mein Gott und Herr, auf ewig sei gepriesen. – Maria»
Nr.3: «Friede auf Erden den Menschen guten Willens. – Engel»
Zum Schutz der Glocken musste der Turm 1980 mit einem Kupferhelm
überdacht werden.

### Künstlerische Ausstattung

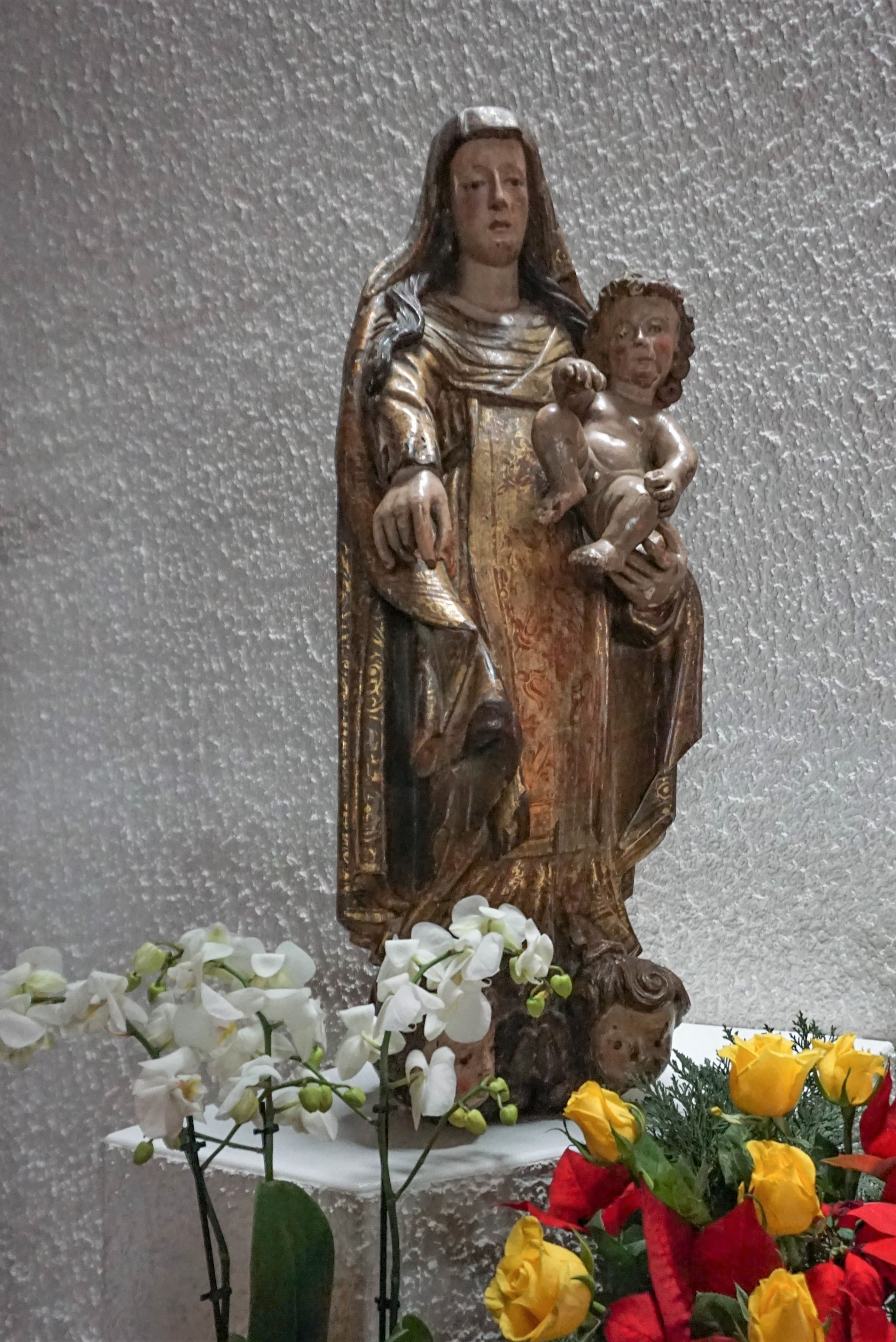
Spanische Madonna

Mit dem einfachen, rot gefärbten Holz der sakralen Möblierung und der Stühle, besteht eine Verbindung zwischen Chor- und Kirchenraum. Das Holzkreuz im Altarraum trägt einen gotischen Christuskorpus aus der Ostschweiz. An der linken Wand steht auf einem Podest eine zeitgenössische Bruderklausenstatue aus Brienz. Daneben in einem Glasschrein eine Monstranz mit Reliquien des Kirchenpatrons Niklaus von Flüe. An der rechten Wand steht auf einem Sockel eine aus Spanien importierte Madonna mit Kind aus dem 16. Jahrhundert. Ferner sind an den Wänden fünfzehn farbig gefasste Kreuzwegreliefs aufgereiht.
Zur Weihnachtszeit wird jeweils eine Krippe mit etwa 80 cm hohen Figuren aus Brienzer Werkstätten aufgestellt.

## Orgel

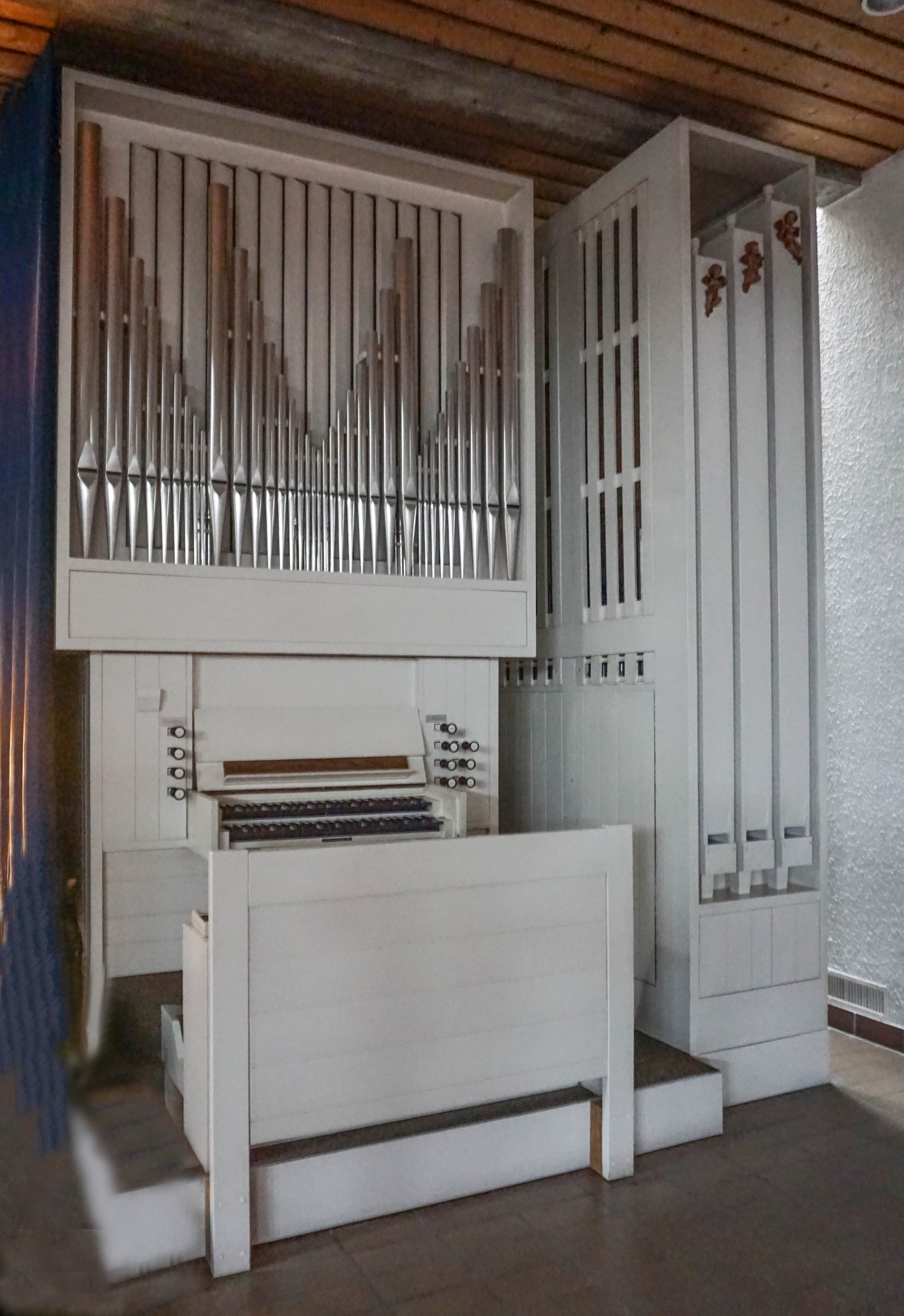
Orgel

1976 wurde die Orgel von Graf AG Orgelbau Sursee errichtet. Das anfangs naturbelassene Gehäuse und die Holzpfeifen wurden später weiss gefasst. Die rein mechanische Schleifladenorgel hat elf Register auf zwei Manualen und Pedal mit mechanischer Spiel- und Registertraktur. Beide Manualwerke sind in einem Schweller untergebracht. Der Kanaltremulant wirkt auf alle Werke. Die Disposition lautet:
| I Hauptwerk C–g3 |              |
| Spillpfeife      | 8′           |
| Praestant        | 4′           |
| Sesquialter      | 2 ⁄3′+1 3⁄5′ |
| Mixtur           | 1′           |

| II. Manual C–g3 |    |
| Gedackt         | 8′ |
| Rohrflöte       | 4′ |
| Oktave          | 2′ |
| Quarte          | 1′ |

| Pedal C–f1 |     |
| Subbass    | 16′ |
| Pommer     | 8′  |
| Dulcian    | 8′  |

- Koppeln: II/I, I/P, II/P